# Lijst van NBA-afkortingen
Dit is een lijst van afkortingen van NBA-teams.
| Afkorting | Team                   |
| ATL       | Atlanta Hawks          |
| BKN       | Brooklyn Nets          |
| BOS       | Boston Celtics         |
| CHA       | Charlotte Bobcats      |
| CHI       | Chicago Bulls          |
| CLE       | Cleveland Cavaliers    |
| DAL       | Dallas Mavericks       |
| DEN       | Denver Nuggets         |
| DET       | Detroit Pistons        |
| GSW       | Golden State Warriors  |
| HOU       | Houston Rockets        |
| IND       | Indiana Pacers         |
| LAC       | Los Angeles Clippers   |
| LAL       | Los Angeles Lakers     |
| MEM       | Memphis Grizzlies      |
| MIA       | Miami Heat             |
| MIL       | Milwaukee Bucks        |
| MIN       | Minnesota Timberwolves |
| NOP       | New Orleans Pelicans*  |
| NYK       | New York Knicks        |
| OKC       | Oklahoma City Thunder  |
| ORL       | Orlando Magic          |
| PHI       | Philadelphia 76ers     |
| PHX       | Phoenix Suns           |
| POR       | Portland Trail Blazers |
| SAC       | Sacramento Kings       |
| SAS       | San Antonio Spurs      |
| TOR       | Toronto Raptors        |
| UTA       | Utah Jazz              |
| WAS       | Washington Wizards     |

* - "NOH" is de afkorting van toen het team New Orleans Hornets heette; het team heeft zijn naam officieel veranderd naar New Orleans Pelicans, maar zijn nog steeds geregistreerd als "NOH".